# Traub Glacier
Traub Glacier är en glaciär i Antarktis. Den ligger i Sydshetlandsöarna. Argentina, Chile och Storbritannien gör anspråk på området. Traub Glacier ligger 74 meter över havet.
Terrängen runt Traub Glacier är huvudsakligen kuperad, men åt nordost är den platt. Havet är nära Traub Glacier åt nordost. Trakten är glest befolkad. Närmaste befolkade plats är Maldonado Station, 4,1 kilometer nordost om Traub Glacier. 